# Laserpointer

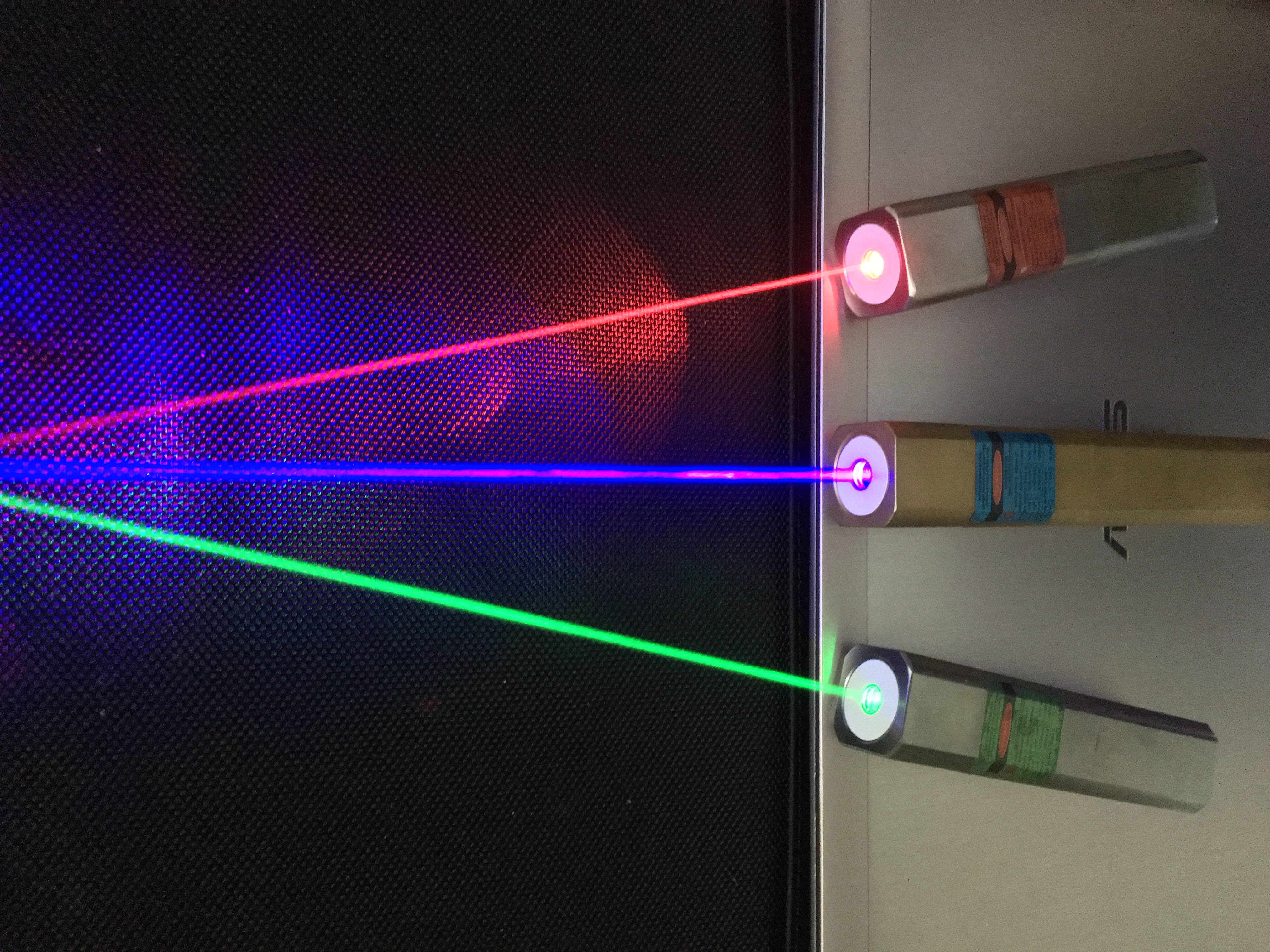
Laserpointer in verschiedenen Farben

Der Laserpointer (von englisch laser pointer) ist ein Lichtzeiger insbesondere für Vorträge mit Projektion. Laserpointer werden in handlichen Größen, auch in Form von Schlüsselanhängern, Kugelschreibern oder auch in Kombination mit Fernbedienungen (Presenter) hergestellt. Während die ersten Laserpointer ausschließlich rotes Licht (erst He-Ne-Laser, dann rote Laserdiode) emittierten, kamen nach Grün auch Blau, Gelb und Orange auf den Markt.
Mit der Leistungs- und Effizienzsteigerung bei Halbleiterdiodenlasern wurden preiswerte batteriebetriebene Laser im Format von Laserpointern verfügbar, deren Lichtleistung teilweise über den Grenzwerten der Laserklasse 2 bzw. 2M liegen, die bei kurzfristiger Bestrahlung noch als ungefährlich für das Auge gelten. Diese Strahlquellen werden auch als Laserpointer verkauft, mit ihrer Benutzung sind jedoch hohe Risiken verbunden, Menschen zu verletzen und für verursachte Schäden belangt zu werden.

## Geschichte
Bevor Laserdioden überhaupt und dann auch preiswert verfügbar waren, gab es als Vorläufer so genannte Lichtzeiger, genannt auch Lichtpfeil und Pointer, (Beispiel:), die aus einer modifizierten Taschenlampe bestanden. Die Lampe wurde dabei statt mit einem Hohlspiegel mit einer Linsenoptik ausgestattet, so dass wie mit einem einfachen Diaprojektor ein Pfeilsymbol (flächig oder als Umrisslinie) projiziert werden konnte. Der Vorteil dieser Anordnung war das Pfeilsymbol, mit dem man etwas aussagekräftiger zeigen konnte als mit dem einfachen Punkt eines Laserpointers. Es gab auch E10-Spezialglühlampen, bei denen der Glühfaden selbst in Pfeilform ausgebildet war. Der Nachteil lag in der meist recht lichtschwachen Ausführung und in der Notwendigkeit, die Linsenoptik zur Anpassung an die Entfernung der Projektionsfläche ständig nachzustellen. Angeboten wurden diese Lichtzeiger von Diaprojektor-Firmen.
Erste Laser als Zeiger verwendeten miniaturisierte Helium-Neon-Laser. Doch erst mit der Verfügbarkeit günstiger und effizienter Laserdioden gelang dem Laserpointer der Durchbruch als Massenprodukt.

## Aufbau und Funktion

Schematischer Aufbau

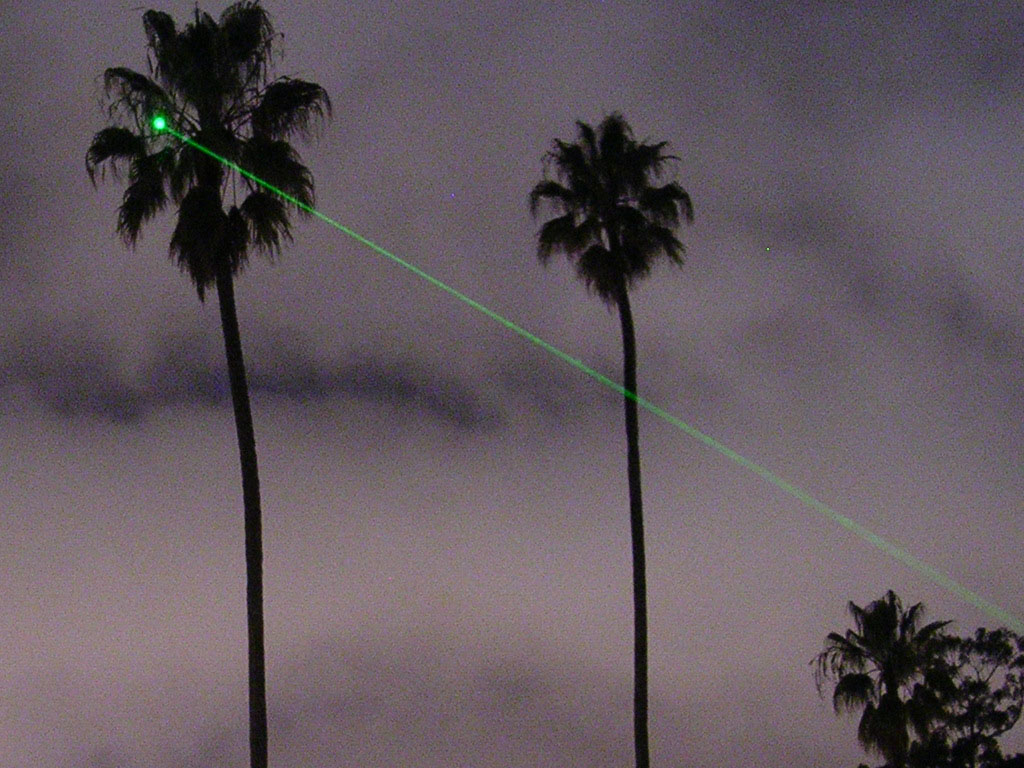
Durch Streuung sichtbarer Strahl eines grünen 5-mW-Laserpointers

In dem handlichen Gehäuse sind folgende Bauteile untergebracht:
- Laserdiode (auch Halbleiterlaser genannt)
- Kollimator-Linse
- Batterien
- Elektronische Schaltung zur Ansteuerung der Laserdiode, meist nur aus einem Widerstand bestehend
- Taster

Da an die Strahlgüte und andere Eigenschaften bei Laserpointern keine hohen Forderungen gestellt werden, werden hier hauptsächlich Laserdioden verwendet, die bei der Herstellung für Industriezwecke als Ausschuss eingestuft wurden.
Bei den grünen Modellen wird üblicherweise ein frequenzverdoppelter DPSS-Laser (532 nm) eingesetzt. Seit 2012 sind auch direkte grüne Laserdioden basierend auf dem Halbleiter Indiumgalliumnitrid (InGaN) verfügbar. Die orangen Modelle verwenden eine Mischung aus zwei Laserquellen. Blaue Modelle verwenden Laserdioden oder DPSS.

## Eigenschaften

### Leistung

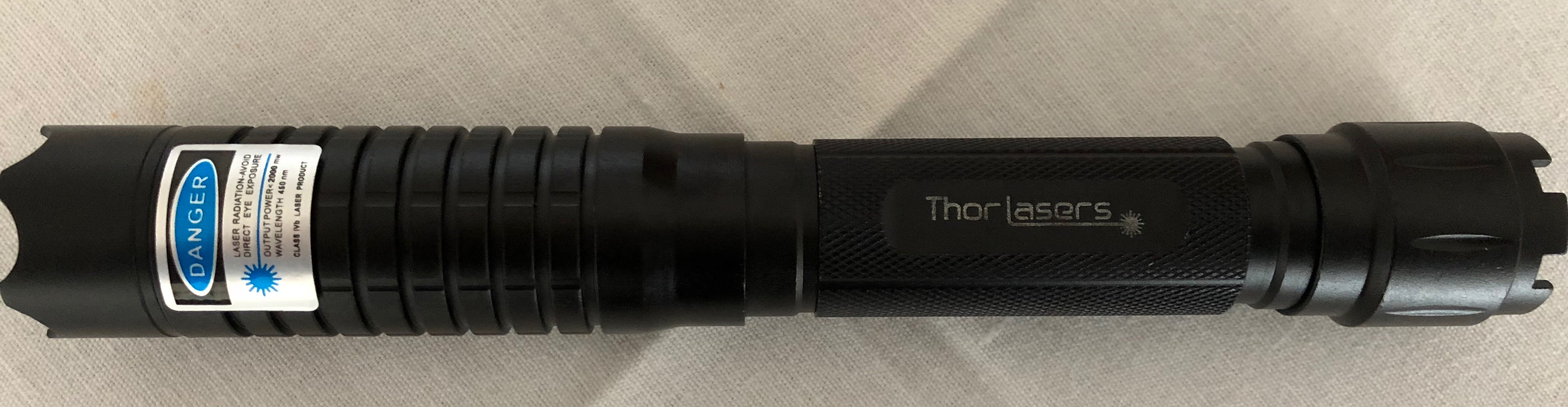
Chinesischer Laser in Blau mit ca. 1,6 W (amerikanische Laserklasse IVB)

Die abgegebene Lichtleistung beträgt meistens unter 3 mW; damit entspricht der Laser den Klassen 1 bis 3R. Die Streubreite der Leistungswerte ist bei Laserpointern – auch bei baugleichen Modellen – oft sehr hoch, wodurch auch Laserpointer mit Ausgangsleistungen von 10 mW vorkommen (entspricht Klasse 3B, obwohl diese Laserpointer oft nicht entsprechend gekennzeichnet sind).
Nach der zurzeit geltenden Norm EN 60825-1 werden Laser, die im sichtbaren Wellenlängenbereich emittieren (400–700 nm), bei einer Ausgangsleistung bis 1 mW als Laserklasse 2 und mit einer Leistung < 5 mW als Laser der Klasse 3R eingestuft. Laser mit einer Leistung > 5 mW fallen in die Klasse 3B und erfordern zusätzliche Sicherheitseinrichtungen und -vorkehrungen wie das Tragen einer entsprechenden Laserschutzbrille. Gerade chinesische Hersteller vertreiben häufig Laser mit einer Leistung von teilweise mehreren Watt, diese Laser stellen eine erhebliche Gefahr dar.
Laser bis Klasse 2 gelten als bedingt unbedenklich (augensicher), da durch den Lidschlussreflex die Einwirkungsdauer nicht ausreicht, um eine Netzhautschädigung hervorzurufen. Wird der Lidschlussreflex jedoch (z. B. manuell) unterdrückt, kann auch die Netzhautbestrahlung mit Lasern der Klasse 2 zu Schädigungen führen. Eine wissenschaftliche Untersuchung ergab, dass der Lidschlussreflex (dieser tritt innerhalb von 0,25 s auf; eine längere Bestrahlung schädigt das Auge) nur bei < 20 % der Testpersonen gegeben war. Von dem Vorhandensein des Lidschlussreflexes zum Schutz der Augen kann der Studie zufolge nicht als Regelfall ausgegangen werden.

### Divergenz und Farbe
Die handelsübliche Divergenz beträgt ca. 1 mrad, d. h. die Strahldicke nimmt 1 mm/m zu.
Meist werden günstige rote Laserdioden mit Wellenlänge von 635–750 nm verwendet, daneben sind auch grüne (490–575 nm) und deutlich teurere orange bis gelbe (575–635 nm) sowie blaue (405–490 nm) Laserpointer erhältlich. Das menschliche Auge ist für grünes Licht ca. 10 Mal empfindlicher als für alle anderen Farben. Vergleicht man grüne Laserpointer mit einem gleich starken roten Laser, so empfindet man den grünen Laser ca. 10 Mal heller.

## Nebeneffekte

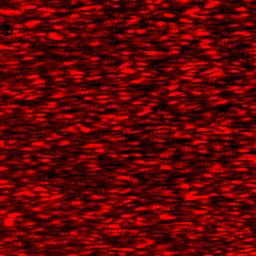
Speckles

Neben der Erzeugung eines Lichtfleckes auf einer Projektionswand lassen sich bei Laserpointern einige lasertypische Erscheinungen beobachten und Experimente durchführen.

### Streuung
Je kürzer die Wellenlänge, umso stärker wird Licht in der Luft gestreut. Dies geschieht aufgrund der Rayleigh-Streuung, die mit abnehmender Wellenlänge stark zunimmt. Das Auge ist für grün zudem besonders empfindlich. Daher können grüne und blaue Laserpointer besonders gut benutzt werden, um den Strahlverlauf zu beobachten.

### Speckle-Muster
Wenn man den Lichtpunkt eines Laserpointers betrachtet, kann man einen optischen Effekt sehen, der „Speckles“ bzw. „Granulation“ genannt wird. Der Lichtpunkt erscheint nicht einheitlich hell, sondern granuliert, wie „flimmernd“. Man sieht diesen Effekt besonders gut, wenn man das Licht mit einer Linse aufweitet und auf eine matte Oberfläche richtet. Diese Granulation entsteht durch Interferenz im Auge, bedingt durch die Reflexion des kohärenten Laserlichtes an der nicht ideal glatten Oberfläche des bestrahlten Körpers. Dadurch überschneiden sich teilweise die Wellenlängen des Lasers, und es entstehen Orte konstruktiver und destruktiver Interferenz auf der Netzhaut, die als helle und dunkle Flecken erscheinen.

### Beugung, Interferenz, Brechung
Optische Versuche zur Beugung und Interferenz (z. B. Bestrahlung eines Teesiebes oder einer CD) sowie zur Brechung und Reflexion lassen sich mit Laserpointern besonders gut durchführen, weil das Licht monochromatisch und gebündelt ist.

### Fluoreszenz
Violette, blaue und bedingt auch grüne Laserpointer rufen in bestimmten Stoffen Fluoreszenz hervor. Dazu zählen z. B. Tagesleuchtfarben und Reste von Knicklichtern. Eine übliche auch als Pointer verfügbare Diodenlaserwellenlänge ist 405 nm, also an der Grenze des sichtbaren Lichtes. Diese Pointer sind besonders für Fluoreszenzexperimente geeignet, sind aber auch besonders gefährlich, weil die Hellempfindlichkeit des Auges bei dieser Wellenlänge sehr gering ist.

## Missbrauch von Laserpointern
Die Zweckentfremdung von Laserpointern und mobilen Laserstrahlquellen zur absichtlichen Blendung stellt eine Gefahr dar. Bereits Laser der Klasse 2 können in Einzelfällen die Netzhaut kurzfristig oder bleibend schädigen und die Sehfähigkeit beeinträchtigen. Laserstrahlen von Geräten mit höheren Leistungen (Klasse 3R, 3B und 4) sind als gefährlich für das Auge deklariert, der betriebliche Einsatz dieser Laser ist nur nach Prüfung der Laserschutzvorrichtungen und entsprechender Laserschutzeinweisungen des Personals durch einen Laserschutzbeauftragten und Einhaltung entsprechender Schutzmaßnahmen erlaubt.
Bei absichtlicher Blendung zieht das entsprechende strafrechtliche Folgen nach sich. Nutzer haften aber auch für die Gefahren, verursacht von blendungsbedingter Handlungsunfähigkeit, etwa bei Kraftfahrern, Lokführern oder Piloten. Auch bei Sportereignissen und anderen öffentlichen Veranstaltungen wurden schon Fußballspieler und andere Sportler, Schiedsrichter sowie Besucher von Fußballspielen geblendet. In Deutschland können Laser-Angriffe auf Piloten als gefährlicher Eingriff in den Luftverkehr aufgefasst werden, das Strafmaß reicht von Bewährungs- und Geldstrafen bis hin zu Freiheitsstrafen von zehn Jahren. Zusätzlich kommt versuchter Mord in Betracht.
Bei den antichinesischen Protesten in Hongkong verwenden die Demonstranten leistungsstarke Laserpointer, um die Polizei zu blenden. Auch wurden Kameras von Journalisten durch Laserpointer beschädigt.

## Rechtslage

### Australien
Australien führte 2008 einige restriktive Maßnahmen gegen Laserpointer hoher Leistung ein. Seit Juli 2008 gilt ein Einfuhrverbot für Laser >1 mW.  In Teilen des Landes fallen solche Laser und Laserpointer unter das Waffengesetz.

### Niederlande
In den Niederlanden ist der Verkauf von Laserpointern bis maximal 1 mW erlaubt.

### Österreich
In Österreich müssen alle Laserpointer, die in Verkehr gebracht werden, den Laserklassen 1 oder 2 entsprechen.

### Schweden
In Schweden benötigt man eine Genehmigung für den Besitz eines Laserpointers über 1 mW.

### Schweiz
In der Schweiz ist es seit Juni 2019 verboten, mit Laserpointern der Klassen 1M, 2, 2M, 3R, 3B und 4 zu handeln, sie zu besitzen und sie einzuführen. Zudem wurde der Gebrauch von Laserpointern im Freien komplett verboten.

### Vereinigtes Königreich
In Großbritannien ist der Verkauf von Laserpointern mit Leistungen über 1 mW verboten. Die öffentlichen Sicherheitsrichtlinien untersagen den Einsatz von Lasern oberhalb der Klasse 2 in der Öffentlichkeit, wo das Laserlicht Menschen gefährden könnte.

### USA
In den USA ist der Vertrieb von Strahlquellen unter der Bezeichnung Laser-Pointer nur für Laser unter 5 mW (Klasse 3R) erlaubt. In einzelnen Staaten ist insbesondere das Blenden von Polizisten unter Strafe gestellt. Im Jahr 2014 wurden landesweit 3894 Laser-Angriffe auf Luftfahrzeuge gemeldet.